# Балькенхоль, Штефан
Штефан Балькенхоль (нем. Stephan Balkenhol; 1957, Фрицлар, ФРГ) — немецкий художник, один из выдающихся скульпторов нашего времени. Живёт и работает во Франции и в Германии.

## Биография
Штефан Балькенхоль вырос во Фрицларе, Люксембурге и Касселе в семье домохозяйки и учителя старших классов. Был самым младшим из четырёх сыновей и несколько лет учился в Европейской школе в Люксембурге, где в то время преподавал его отец. В 1975 окончил старшую школу в Касселе.
С 1976 по 1982 год Балькенхоль учился в Академии изящных искусств в Гамбурге (Hamburg School of Fine Arts) под руководством Ульриха Рукрима, где среди его преподавателей были такие художники, как Нам Джун Пайк и Зигмар Польке.
После окончания академии он преподавал в Высшей школе изобразительного искусства «Штедельшуле» во Франкфурте. С 1992 года он является профессором Государственной академии художеств Карлсруэ.

## Творчество
Тотемоподобные скульптуры Балькенхоля по технике исполнения близки как к произведениям народного искусства, так и к средневековой скульптуре. Его стиль оформился в 1970-х гг., в период доминирования минимализма и концептуализма. В противовес абстрактным, минималистским и концептуальным подходам Гамбургской школы, художник предпочел сосредоточиться на непосредственном изображении фигуры человека – обычной, «повседневной» персоне, а не на мифическом идоле.
Дерево — главный рабочий материал художника. Штефан Балькенхоль создает свои скульптуры из цельных кусков древесины разных пород, таких, как абачи, кедр и пихта. Изображения людей и животных намеренно выглядят крайне типично. Его герои — незнакомцы, которые неуловимо похожи на каждого, и в то же время отстраненно далеки. Излучая некую вневременность, они не выдают свои эмоции, нейтральная, однотонная одежда не позволяет определить ни классовой принадлежности, ни их личностных особенностей, уверенные, но      сдержанные позы могут передавать любой сюжет из жизни обычного человека.

Деревянные фигуры никогда не очищаются до искусственной гладкости, сохраняя некую незавершенность и шероховатость поверхности. Финальным штрихом художник наносит краску, структурируя скульптуру и подчеркивая анатомию фигуры. Для Балькенхоля важно оставить      заметным несовершенство ручной работы, и через нарочито небрежную технику резьбы и неровные поверхности он создает ощущение скрытой в персонажах жизненной силы.
«Я показываю некую историю не раскрывая её финала, а даю только лишь её начало или фрагмент. И предлагаю зрителю эту историю завершить…» — Штефан Балькенхоль
«Фигуративная скульптура часто используется как носитель идеи. В моем видении, скульптуры становятся зеркалом, таящим в себе вопросы. И именно зритель наполняет его увиденное смыслом». — Штефан Балькенхоль

## Публичные проекты
География публичных проектов Штефана Балькенхоля охватывает Европу, США, Южную Африку и Китай. Среди них "Man on Giraffe" в зоопарке Tierpark Hagenbeck (Гамбург, Германия), "Big Man with a Little Man" для Pariser Platz (Берлин, Германия), "Man and Woman" для Центральной библиотеки Гамбурга (Гамбург, Германия), "Everyman" для здания городского совета Эдинбурга (Эдинбург, Шотландия) и "Man with Tower Block" (Торонто, Канада).

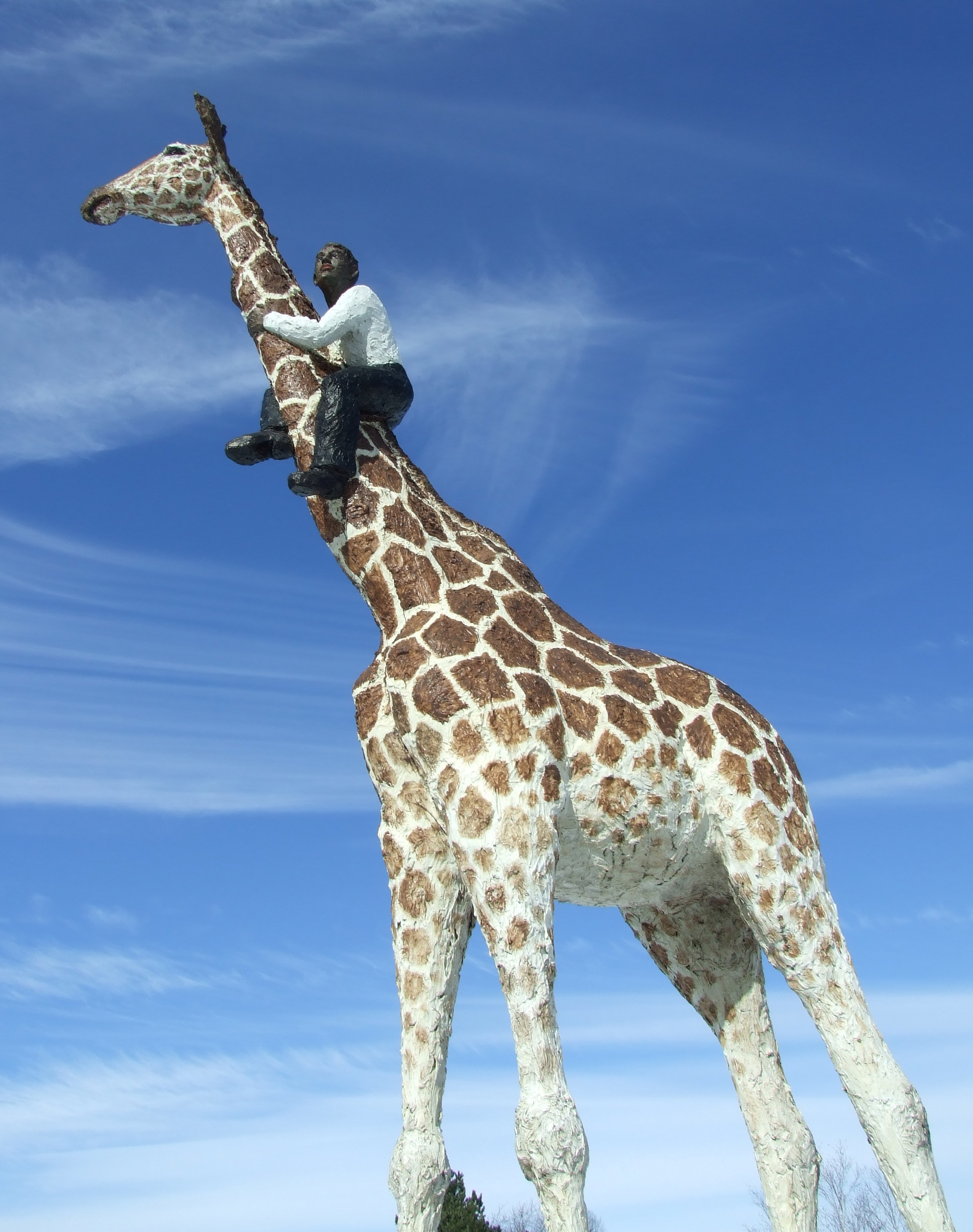
Man on Giraff, 2000 (Tierpark Hagenbeck, Hamburg, Germany)
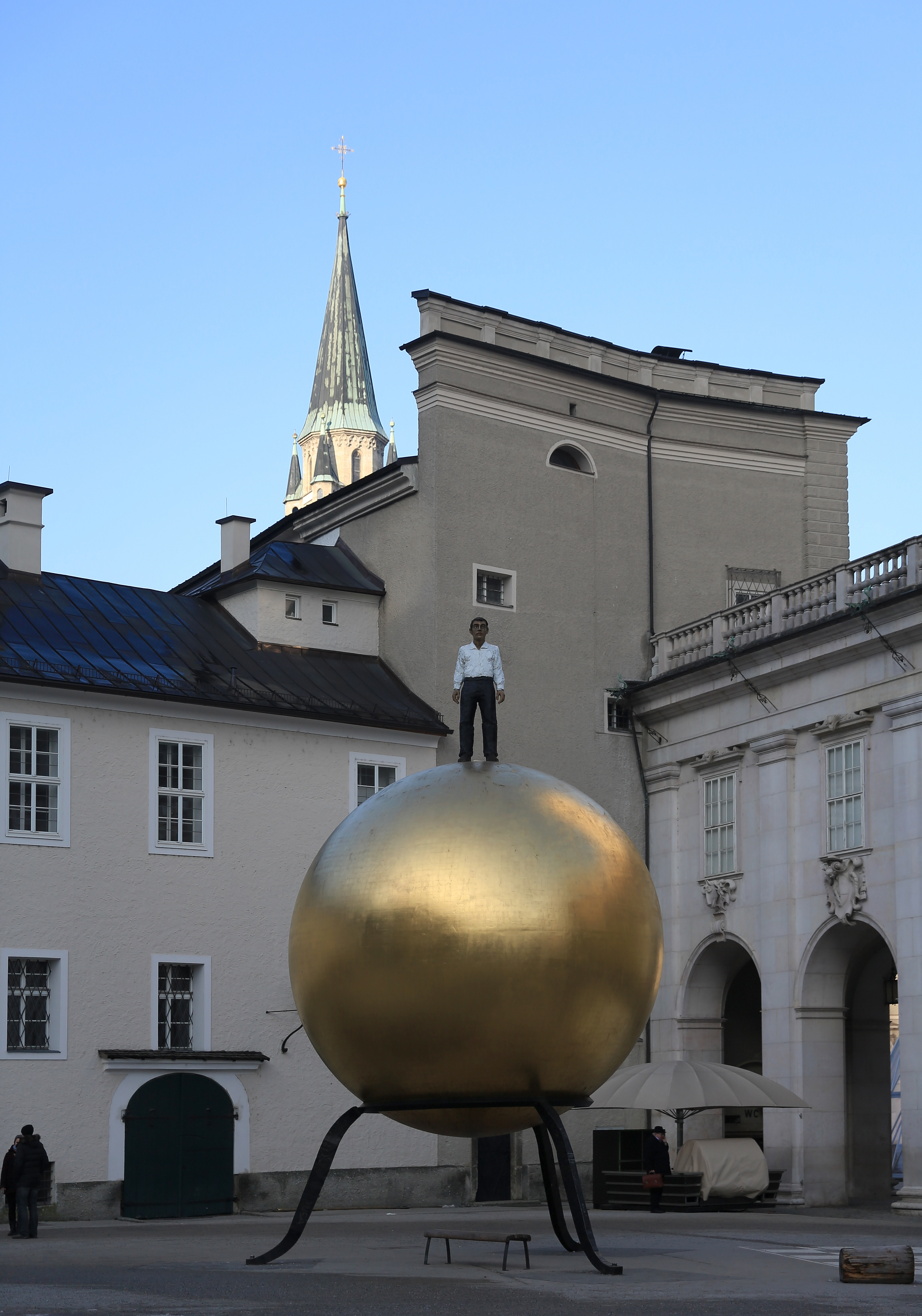
Sphaera, 2007 on Kapitelplatz (Salzburg, Austria)
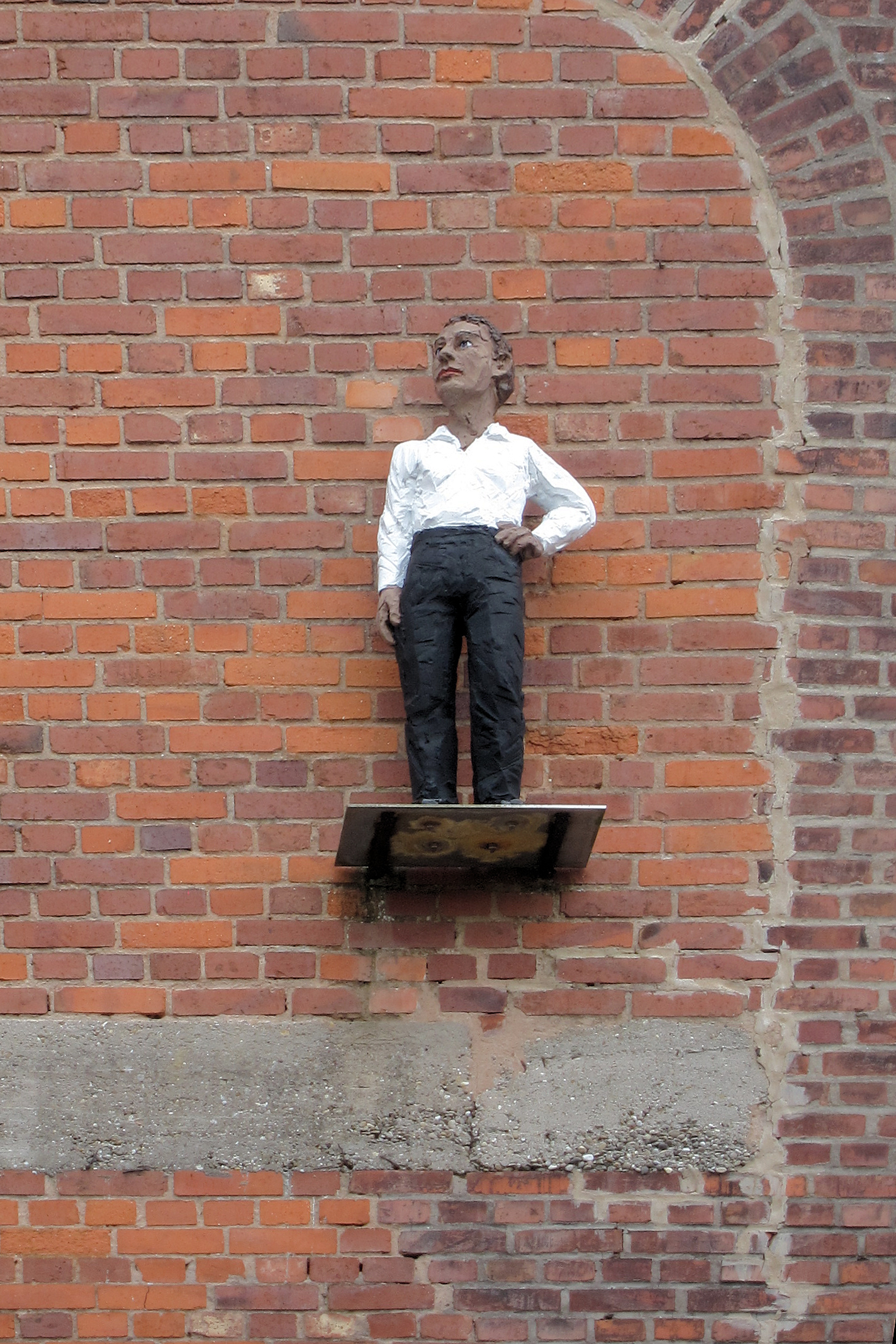
Скульптура (Мейзенталь, Франция)

## Избранные коллекции
- Чикагский институт искусств, Чикаго, США
- Broad Museum, Лос-Анджелес, США
- Hamburger Bahnhof / Nationalgalerie der Gegenwart, Берлин, Германия
- Музей Хиршхорн, Вашингтон, США
- Музей искусств округа Лос-Анджелес, Лос-Анджелес, США
- Чикагский институт искусств, США
- Музей современного искусства, Франкфурт-на-Майне, Германия
- Художественный музей Сиэтла, USA
- Художественный музей Бонна, Бонн, Германия
- Музей Людвига, Кёльн, Германия
- Художественный музей Бирмингема, США
- Le CEAAC, Страсбург, Франция
- Mission Bay Community Center, Сан-Франциско, США
- Pasadena Museum of California Art, Лос-Анджелес, США
- Коллекция Пегги Гуггенхайм, Венеция, Италия

## Награды
- 1983: Стипендия Карла Шмидт-Ротлуфа
- 1986: Стипендия города Гамбурга
- 1989: Международная премия Баден-Вюртемберг
- 1990: Премия Бремена
- 2014: Орден Искусств и литературы
- 2016: Почётное членство Российской академии художеств[6]